# Gmina Dodge (hrabstwo Dubuque)

Położenie Gminy Dodge w hrabstwie Dubuque

Gmina Dodge (ang. Dodge Township) – gmina w USA, w stanie Iowa, w hrabstwie Dubuque. Według danych z 2000 roku gmina miała 1204 mieszkańców, a jej powierzchnia wynosi 94,78 km².